# Pierre Culioli
Pour les articles homonymes, voir Culioli.
Pierre Culioli (1912-1994), agent français des impôts, fut, pendant la Seconde Guerre mondiale, chef d'un réseau de résistants : en 1942, il créa et dirigea ce réseau nommé Adolphe, dans la région de Tours, Orléans et Vierzon, réseau qu'il rattacha fin 1942 au réseau Prosper-Physician de Francis Suttill, dépendant de la section F du Special Operations Executive. Arrêté par les Allemands à Dhuizon le 21 juin 1943 au début de l'effondrement du réseau Prosper, il fut déporté, notamment à Buchenwald, mais réussit à s'évader.

## Biographie

### Jeunesse
Pierre Culioli naît à Brest le 20 juillet 1912.

### Résistance
1941
Démobilisé en janvier 1941 et se trouvant à Marseille et à Nice, il cherche des filières pour rejoindre les Forces françaises libres. Ses démarches auprès des consulats (Royaume-Uni, États-Unis, Grèce) n'aboutissent pas. En mars, au Mans, il retrouve un ami, le capitaine Floch, qui est en relation avec un groupe action rattaché au réseau SOE AUTOGIRO de Pierre de Vomécourt « Lucas ». Il reprend ses fonctions dans son administration des contributions indirectes, tout en s'intégrant au noyau de résistants de Floch dans la Sarthe. Mais bientôt, voulant se consacrer entièrement à la Résistance, il demande sa mise en disponibilité administrative pour raison de santé. Voyant sa demande bloquée, il quitte son poste sans autorisation. Sur demande de Floch, il va en zone libre rechercher des contacts et des points de passage de la ligne de démarcation pour des personnes qui voudraient se rendre en Espagne ou en Afrique du nord. Puis, après la rencontre d'un autre résistant, Olivier Giran, il travaille pour une filière d'évasion vers la Suisse.
1942
- Début de l'année. Erwin Stephens, architecte à Chambéry, lui confie une mission de renseignement, en lui laissant toute latitude pour monter un réseau en zone occupée. Il établit des centres dans plusieurs villes : Blois, Tours, Orléans, Poitiers, Châtellerault, Saint-Maixent, Thouars, Quimper. Mais son activité va se focaliser autour du Loir-et-Cher.
- Juin. Un ami, Jean Meunier, député de Tours le met en relation avec Marcel Clech, opérateur radio du réseau MONKEYPUZZLE du SOE dirigé par Raymond Flower « Gaspar ». Le réseau est en attente, car il n'a ni terrains pour les parachutages ni équipes pour les actions. Pierre Culioli demande à son beau-père René Dutems, de mettre à la disposition du réseau un emplacement sur une propriété qu'il possède à Boisrenard (entre Crouy-sur-Cosson et Nouan-sur-Loire). Il aide Raymond Flower, qui se sent menacé à Tours par la Gestapo, à trouver une retraite sûre, à Avaray chez les époux Bossard.
- Juillet. Le 30, Yvonne Rudellat « Suzanne » débarque au cap d'Antibes avec Nicolas Bodington et Henri Frager. Elle vient rejoindre l'équipe dirigeante de MONKEYPUZZLE, comme courrier. Dès le début, il lui vient des doutes sur les capacités et la mentalité de Raymond Flower, et elle préfère s'engager auprès de Marcel Clech et de Pierre Culioli.
- Septembre. Un message de Londres annonce un parachutage, dont il va falloir assurer la réception, pour la nuit du 23/24, au-dessus du terrain de Boisrenard. Ce soir-là, Raymond Flower arrive en retard et improvise un balisage risqué, à moins de vingt mètres de la forêt : l'avion repart sans rien larguer. Le lendemain, nouveau message de Londres, même comportement de Raymond Flower. Marcel Clech demande alors à Pierre Culioli et Yvonne Rudellat de prendre l'opération en main. Aidés par deux jeunes beaux-frères de Culioli (Jean et Guy Dutems), ils mettent en place un balisage correct, grâce auquel le parachutage des agents a lieu normalement. Il s'agit d'Andrée Borrel « Denise », courrier de Prosper-PHYSICIAN, et de Lise de Baissac « Odile ».
- Octobre. Dans la nuit du 1er au 2, parachutage de Francis Suttill[2]. La lune suivante, dans la nuit du 31 octobre au 1er novembre, parachutage au-dessus de Boisrenard de deux opérateurs radio : Gilbert Norman « Archambault », pour le réseau Prosper-PHYSICIAN de Francis Suttill ; et Roger Landes « Aristide », pour le réseau SCIENTIST de Claude de Baissac « David » dans le sud-ouest.
- Décembre. Le réseau MONKEYPUZZLE passe sous l'autorité de Francis Suttill. Sur demande de Marcel Clech par radio, Londres rappelle Raymond Flower. Le 31, Francis Suttill confie à Pierre Culioli le secteur Touraine sud, avec Yvonne Rudellat comme adjointe. Cette branche du réseau Prosper-PHYSICIAN s'appellera ADOLPHE, en raison de la petite moustache de Pierre Culioli.

1943
- Janvier-mai. Pierre Culioli et Yvonne Rudellat développent ADOLPHE[3]. Ils installent le PC successivement : • chez M. Bréhier, le fondateur du groupe de Meung-sur-Loire/Baule, jusqu'à son décès. • à Pontlevoy, chez Marcel Thenot, au café de l'Ermitage, dans la rue de l'Ermitage. • à Sassay, dans une petite maison trouvée par Théo Berthin, qui les fait passer pour des réfugiés • à partir de mi-mai, dans une maison, "Le Cercle", située dans un bois, à quelques kilomètres au sud-est de Veilleins. Ils dirigent l'action de neuf groupes répartis dans le triangle Tours-Orléans-Vierzon, qui réunira au total 358 membres sévèrement sélectionnés. Outre Yvonne Rudellat (alias Jacqueline), citons parmi les lieutenants de Pierre Culioli[4] : Roger Couffrant (groupe de Romorantin) ; Albert Le Meur (Chambord/Bracieux) ; André Gatignon (Saint-Aignan/Noyers) ; Julien Nadau et Théo Berthin (Contres) ; le comte et la comtesse de Bernard ainsi que Marcel Buhler (Blois/Huisseau-sur-Cosson) ; Marcel Thenot (Pontlevoy) ; Georges Fermé (Montrichard) ; Auguste Cordelet (Chaumont-sur-Loire); et André Cheny (Mondoubleau). Citons aussi les responsables des sous-groupes rattachés au groupe de Romorantin : Pierre Chassagne (Selles-sur-Cher), Pierre Constant (Mur-de-Sologne), Prosper Legourd (Châtres-sur-Cher), Gérard Oury (Villefranche-sur-Cher) et Georges Marlot (Villeny).

- Juin. Dans la nuit du 15/16, Pierre Culioli et Yvonne Rudellat réceptionnent deux agents canadiens parachutés près de Meusnes, dans la vallée du Cher, au nord de Valençay : Frank Pickersgill « Bertrand » qui vient établir et diriger le réseau ARCHDEACON ; et John Macalister « Valentin » son opérateur radio[5]. Les quatre restent quelques jours à Romorantin. Dans la nuit du 17/18, ils réceptionnent Pierre Raynaud « Alain », leur dernier agent réceptionné, qui vient rejoindre comme instructeur de sabotage le réseau JOCKEY de Francis Cammaerts « Roger » dans le sud-est.

Bilan de l'action du réseau ADOLPHE au 21 juin 1943 : • réception de 226 containers parachutés • réception de treize agents commissionnés par Londres • sabotage de onze lignes électriques à haute tension – ce qui représente des centaines de pylônes – • six déraillements de chemin de fer, dont trois trains de troupes allemandes • nombreux wagons brûlés • destruction de ponts • réservoirs de pétrole ou d’alcool incendiés • etc.

### Aux mains de l’ennemi
- Juin (suite). Le 21 juin 1943. Ils sont tous les quatre arrêtés par les Allemands.

- Juin (suite). Pierre Culioli est interné dans une infirmerie allemande près de la gare de Blois, pansé et soutenu par trois piqûres. Il est attaché les bras en croix par des menottes fixées à son lit jusqu'au soir du 22 juin. Il est alors interrogé et battu, mais une piqûre de morphine faite à son arrivée à l'infirmerie atténue la douleur, et il ne révèle rien. Le 24, il est transféré à Paris, 84 avenue Foch. Au cours des interrogatoires auxquels il répond avec beaucoup d’habileté et de courage, il est principalement confronté à l'Hauptsturmführer Karl Langer[6]. Stupéfait de découvrir que les services ennemis en savent long sur son organisation en particulier et sur le réseau Prosper en général, apprenant d’autre part qu’un pacte a été conclu entre le SD et le chef de réseau, Francis Suttill – dont le sien dépend, il se décide à révéler certaines choses. Le pacte stipulant qu’en échange des dépôts d’armes, les membres de la French Section arrêtés ne seraient pas fusillés, il expose, dans quatre lettres adressées à ses principaux lieutenants, la situation dans laquelle il se trouve et indique quelques emplacements. Au total 89 containers (sur les 226 reçus) entreposés dans trois endroits différents. Malheureusement, ses comptes rendus communiqués par Henri Déricourt au Sicherheitsdienst (SD) détrompent les Allemands, et de nouvelles arrestations ont lieu. L'instruction de son procès dure quelques mois.

- Septembre. Culioli est transporté de Fresnes au 3 bis place des États-Unis. Il y voit arriver les Canadiens, assiste fin septembre, à la tentative d’évasion de Frank Pickersgill, ce dont il rendra compte à son retour de déportation.

- Novembre. Le 20, il est ramené à Fresnes.

1944
- Août. Le 8, il part pour le camp de concentration de Buchenwald. Dans le train qui l’emmène se trouvent également 37 autres détenus appartenant à la section F ou à la section RF.
- Octobre. Le 1er, nouveau départ, pour Iéna cette fois, dans un Kommando. Il travaille à réparer des wagons.

1945.
- Avril. Le 4, il est évacué vers Leipzig. Enfin, quelques jours plus tard, à pied, retrait général en direction de la Tchécoslovaquie. C’est au cours de cette marche que, profitant d’un bombardement aérien, il s’évade avec neuf de ses camarades. Étant parti en éclaireur, il est séparé de ses camarades et repris par un détachement de la Volksturm. Il peut éviter le pire en se faisant passer pour un simple prisonnier de guerre, se dégage une deuxième fois et gagne les lignes américaines. Les Alliés l'enferment pendant cinq jours malgré ses protestations, dans les barbelés, avec les prisonniers allemands. Il est finalement délivré par les soins des Britanniques et rapatrié en France le 20. Il rédige pour les Anglais un rapport détaillé de ses activités depuis son engagement dans la French Section.

### Après la guerre
1946. Il est soupçonné d’avoir livré ses chefs, Francis Suttill et Gilbert Norman et, par là, d’avoir provoqué la chute du réseau Prosper et de tous les réseaux qui en dépendaient.
1947. La rumeur s’amplifie et prend de grandes proportions.
- Septembre. Le 8, paraît dans La Nouvelle République du Centre-Ouest, une interview de Jean Meunier, par ailleurs président du journal, qui alimente la polémique.

Le 22, Pierre Culioli est inculpé par le juge Trossin et arrêté. Les anciens du réseau ADOLPHE, qui se réunissent peu après l’arrestation de leur chef, écrivent au juge Trossin une lettre de protestation. Il est acquitté du chef d’intelligence avec l’ennemi, mais reconnu coupable d’avoir fourni des renseignements et pour cette raison, condamné aux dépens.
1948.
- Janvier. Le 22, les anciens du réseau s’adressent au Ministère de la Guerre, réclamant cette fois la mise en liberté de Culioli. Leur requête se termine par ces mots : « L’instruction de cette affaire dure depuis deux ans. Il est possible qu’un décret d’amnistie intervienne. Or nous ne voulons pas que notre camarade bénéficie d’une mesure de clémence générale qui serait infamante pour lui et pour la Résistance. Nous tenons essentiellement qu’il soit jugé ». Gracié, Culioli qui l’entendait de la même oreille, se pourvoit en cassation, au grand émoi de Trossin surpris qu’il ne soit pas satisfait d’être libre. Un commandant Guyon intervient pour souligner que s’il se pourvoie, il sera certainement condamné à une peine très lourde.
- Décembre. Le premier jugement est cassé le 2. La cour de Metz est désignée pour un nouveau jugement devant un tribunal militaire.

1949. En dépit des menaces, Culioli est acquitté une seconde fois le 19 mars. Le président Rosambert écrit peu après à l’abbé Guillaume : « Ce sera l’honneur de ma carrière d’avoir présidé l’affaire Culioli. Si vous le rencontrez, serrez-lui la main de ma part. »
1994. Pierre Culioli meurt le 18 août à Mortagne-au-Perche (Centre hospitalier, 9 rue de Longny), à l’âge de 82 ans. Il repose au cimetière de Gesvres (Mayenne).

## État des services
- 19.10.37 : incorporation, 131e régiment d'infanterie
- 04.11.37 : école de Saint-Maixent
- 10.04.38 : promu sous-lieutenant, 24e Régiment de Tirailleurs Tunisiens
- 14.10.38 : renvoyé dans ses foyers
- 02.09.39 : parti aux armées
- 01.06.40 : fait prisonnier, interné à l'Oflag II.D
- 25.12.40 : rapatrié sanitaire
- 07.01.41 : démobilisé par le Centre de Marseille
- 01.01.41-31.12.41 : agent p. 1, réseau Buckmaster ADOLPHE
- 01.01.42-20.06.43 : agent p. 2, Cdt, réseau Buckmaster ADOLPHE
- 21.06.43 : arrestation
- 21.06.43-20.06.44 : déporté et blessé
- 21.06.44-15.11.45 : déporté
- 01.06.45 : promu capitaine de réserve
- 04.07.46 : démobilisé
- 29.07.59 : rayé des cadres.

## Identités
- État civil : Pierre Urbain Culioli
- Comme résistant :
  - Surnom[8] : Adolphe
  - Pseudos : Pierre Leclair ; Brigandeau (mentionné par Jean Meunier)

## Famille
- Son père : Don Joseph Culioli, originaire du village de Chera en Corse du sud (commune de Sotta) ; adjudant d’Infanterie Coloniale en retraite, engagé volontaire pour la durée de la guerre (14/18) ; gravement blessé lors des offensives de Champagne en septembre 1915, il refuse toute réforme et repart au combat ; meurt en 1922, à 53 ans.
- Sa mère : Charlotte née Morin.
- Son grand-père : sous Napoléon III, il se distingue dans le métier des armes ; entré dans la Marine en 1855, il s’illustre la même année durant les combats de Crimée, puis au Mexique en 1864.
- Sa femme : Ginette Dutems.
- Son beau-père : René Dutems, maire de Mer, propriétaire à Boisrenard.
- Ses beaux-frères : Jean et Guy Dutems.

## Distinctions
Pierre Culioli est reconnu « Déporté Résistant »,.

### Grande-Bretagne
- King's Medal for Courage in the Cause of Freedom.

### France
- Chevalier de la Légion d'honneur ;
- Croix de guerre 1939–1945 avec palme et étoile d'argent[10] ;
- Médaille de la Résistance française par décret du 31 mars 1947[11],[12];
- Médaille commémorative des services volontaires dans la France libre ;
- Médaille des évadés[13] ;
- Médaille de la déportation pour faits de Résistance ;
- Croix du combattant volontaire.